# Dzwonkówka wiązowa

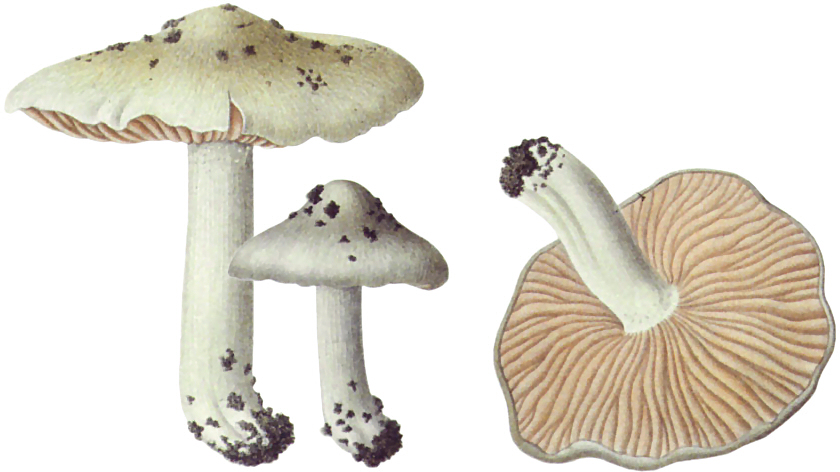

Dzwonkówka wiązowa (Entoloma saundersii (Fr.) Sacc.) – gatunek grzybów z rodziny dzwonkówkowatych (Entolomataceae).

## Systematyka i nazewnictwo
Pozycja w klasyfikacji według Index Fungorum: Entoloma, Entolomataceae, Agaricales, Agaricomycetidae, Agaricomycetes, Agaricomycotina, Basidiomycota, Fungi.
Po raz pierwszy gatunek ten opisał w 1874 r. Elias Fries, nadając mu nazwę Agaricus saundersii (bazonim). W 1887 r. Pier Andrea Saccardo przeniósł go do rodzaju Entoloma. Pozostałe synonimy:
- Rhodophyllus hiemalis Lazzari & P. Blanco 1980
- Entoloma hiemale (Lazzari & P. Blanco) Cetto 1984

Polską nazwę zarekomendowała w 2025 roku Komisja ds. Polskiego Nazewnictwa Grzybów Polskiego Towarzystwa Mykologicznego.

## Morfologia
Kapelusz
Średnica 3,2–11 cm, początkowo stożkowaty lub nieregularnie wypukły z dużym garbkiem i podgiętym brzegiem, następnie rozszerzający się do płasko wypukłego z wyraźnym garbkiem, w końcu o bardzo nieregularnym kształcie, falisty z prostym brzegiem, niehigrofaniczna, nieprążkowany lub tylko na brzegu u młodych okazów. Powierzchnia początkowo brudnobiała, wkrótce blado szarobrązowa, czasami z ochrowymi odcieniami i pajęczynowatymi resztkami osłony na brzegu, u młodych okazów czasami całkowicie pokryta srebrzystobiałymi włókienkami osłony, u starszych okazów nieregularnie szarobrązowo cętkowana, czasami z błyszczącymi, srebrzystobiałymi plamami, często silnie promieniście pęka i rozpada się na grube łuski.
Blaszki
Około 50, z blaszeczkami (l = 1–3–5), rzadkie, głęboko wykrojone, często zbiegające z zębem, grube, szeroko wybrzuszone, początkowo jasnokremowe, potem brudnoróżowe, u starszych okazów szaroróżowe, u dużych okazów często z poprzecznymi żyłkami. Krawędzie tej samej barwy, nieregularnie ząbkowane.
Trzon
Wysokość 3,5–10 cm, grubość 1,2–2,2 cm, przeważnie cylindryczny, ale często zwężający się ku dołowi lub z rozszerzoną, a nawet bulwiastą podstawą, czasami pogięty, pełny, czasami spękany. Powierzchnia początkowo biała, następnie z szarymi, szarobrązowymi lub żółtobrązowymi odcieniami, szczególnie przy podstawie, silnie podłużnie włókienkowato-żebrowana, na szczycie delikatnie oprószony, ku dołowi nagi.
Miąższ
Jędrny, w korze kapelusza i tuż nad hymenium blado szarobrązowy, w trzonie biały. Smak silnie mączny-zjełczały, zapach silnie mączny.
Cechy mikroskopowe
Podstawki 45–60 × 12–18 µm, 4-zarodnikowe, ze sprzążkami bazalnymi. Zarodniki 10,5–12,5 × 9,5–11,5(42,0) µm, Qav = 1,1 nieco izodiametryczne. Cystyd brak. Skórki kapelusza typu cutis, złożona z promieniście ułożonych, cylindrycznych strzępek o szerokości 4,5–6 (–7) µm z bladym wewnątrzkomórkowym pigmentem. Sprzążki liczne we wszystkich częściach grzyba.

## Występowanie i siedlisko
Podano stanowiska tylko w Europie, w Polsce po raz pierwszy w 2008 roku.
Grzyb naziemny. Owocniki w dużych grupach, często tworzące wiązkę, zazwyczaj na ciężkiej glinie pod wiązami, ale podano stanowiska również pod drzewami owocowymi (gruszami) w sadach.